# Беляни-Вонси
Беляни-Вонси (пол. Bielany-Wąsy) — село в Польщі, у гміні Беляни Соколовського повіту Мазовецького воєводства.
Населення — 161 особа (2011).
У 1975-1998 роках село належало до Седлецького воєводства.

## Демографія
Демографічна структура станом на 31 березня 2011 року:
|          | Загалом | Допрацездатний вік | Працездатний вік | Постпрацездатний вік |
| -------- | ------- | ------------------ | ---------------- | -------------------- |
| Чоловіки | 77      | 22                 | 47               | 8                    |
| Жінки    | 84      | 24                 | 44               | 16                   |
| Разом    | 161     | 46                 | 91               | 24                   |